# Консеквенциалистское либертарианство
Консеквенциалистское либертарианство, также известное как консеквенциалистский либерализм или либертарианский консеквенциализм, —  либертарианская политическая философия и позиция, которая поддерживают свободный рынок и сильные права частной собственности только на том основании, что они приводят к благоприятным последствиям, таким как процветание или эффективность.

## Обзор
То, что отстаивают консеквенциалистские либертарианцы, выводится из расчета затрат и выгод с широким учетом последствий. Это контрастирует с деонтологическим либертарианством, которое считает применение силы и мошенничества аморальным, независимо от последствий. В отличие от деонтологических либертарианцев, консеквенциалистские либертарианцы не обязательно считают все случаи применения силы аморальными и не считают это аморальным по своей сути (т.е.они не выражают веру в естественные права). Скорее, их позиция состоит в том, что политическая и экономическая свобода ведет к лучшим последствиям в виде счастья и процветания, и только по этой причине ее следует поддерживать. Некоторые либертарианцы могут иметь концепцию либертарианства, которая представляет собой гибрид консеквенциализма и деонтологии.
В отличие от деонтологических либертарианцев, консеквенциалистские либертарианцы защищают действия, которые, по их мнению, приводят к благоприятным последствиям, независимо от того, являются ли они применением силы. В отличие от деонтологических либертарианцев, некоторые консеквенциалисты-либертарианцы поддерживают экспроприацию в дополнение к поддержке принудительных налогов. Среди консеквенциалистских либертарианцев существуют разные взгляды, при этом политический теоретик Дэвид Д. Фридман поддерживает консеквенциалистскую форму анархо-капитализма, в которой содержание закона покупается и продается, а не существует установленный правовой кодекс, запрещающий применение силы.

## Известные консеквенциалистские либертарианцы
Консеквенциалистские либертарианцы включают в себя Милтона Фридмана, Дэвида Д. Фридмана, Питера Лисона, Людвига фон Мизеса, Фридриха Хайека, и Брэдфорда.